# صانعة المعجزات (فلم)
صانعة المعجزات (بالإنجليزية: The Miracle Worker) هو فيلم سيرة ذاتية تم إنتاجه في الولايات المتحدة وصدر في سنة 1962.

## بطولة
- آن بانكروفت
- باتي ديوك

### ترشيحات وجوائز
| السنة | الحدث | الفئة             | النتيجة  |
| ----- | ----- | ----------------- | -------- |
|       |       | أوسكار أحسن ممثلة | فـــــوز |

## الميزانية والإيرادات
بلغت تكلفة إنتاج الفيلم حوالي 500,000 دولار بينما حقق أرباحا تقدر بـ 2,500,000 (rentals) دولار.

## وصلات خارجية
- صانعة المعجزات على موقع IMDb (الإنجليزية)
- صانعة المعجزات على موقع ميتاكريتيك (الإنجليزية)
- صانعة المعجزات على موقع الموسوعة البريطانية (الإنجليزية)
- صانعة المعجزات على موقع روتن توميتوز (الإنجليزية)
- صانعة المعجزات على موقع نتفليكس (الإنجليزية)
- صانعة المعجزات على موقع قاعدة بيانات الأفلام العربية
- صانعة المعجزات على موقع ألو سيني (الفرنسية)
- صانعة المعجزات على موقع Turner Classic Movies (الإنجليزية)
- صانعة المعجزات على موقع أول موفي (الإنجليزية)
- صانعة المعجزات على موقع بوكس أوفيس موجو (الإنجليزية)

1. 1 2  وصلة مرجع: https://www.oscars.org/oscars/ceremonies/1963.
2. ↑  وصلة مرجع: http://www.imdb.com/title/tt0056241/. الوصول: 16 أبريل 2016.
3. ↑  وصلة مرجع: http://www.filmaffinity.com/es/film462819.html. الوصول: 16 أبريل 2016.
4. ↑  وصلة مرجع: http://www.allocine.fr/film/fichefilm_gen_cfilm=4887.html. الوصول: 16 أبريل 2016.